# Havel (film)
Havel je české životopisné drama z roku 2020 režiséra Slávka Horáka, který k filmu také společně s Rudolfem Suchánkem napsal scénář. V hlavních rolích se objevili Viktor Dvořák, Anna Geislerová, Martin Hofmann, Barbora Seidlová, Stanislav Majer, Adrian Jastraban a Jiří Bartoška.
Dvořák roli Havla neztvárnil poprvé, o rok dříve se ve stejné roli objevil ve filmu Ireny Pavláskové Pražské orgie. Film je inspirovaný disidentskými lety Václava Havla v letech 1968 až 1989. Podle režisérových slov jsou ale dějinné události v pozadí, základ filmu tvoří netradiční vztah hlavního hrdiny s manželkou Olgou.
Film přišel do českých kin 23. července 2020 (premiéra byla o týden posunuta oproti původně ohlášenému datu 16. července 2020).

## Obsazení
| Viktor Dvořák     | Václav Havel                                                            |
| Anna Geislerová   | Olga Havlová                                                            |
| Martin Hofmann    | Pavel Landovský                                                         |
| Barbora Seidlová  | Anna Kohoutová, Havlova milenka (postava inspirována Jitkou Vodňanskou) |
| Stanislav Majer   | dramatik (Pavel Kohout)                                                 |
| Jiří Bartoška     | filozof (Jan Patočka)                                                   |
| Adrian Jastraban  | Alexander Dubček                                                        |
| Michal Isteník    | vyšetřovatel STB                                                        |
| Jiří Wohanka      | ministr                                                                 |
| Miroslav Hanuš    | Havlův advokát                                                          |
| Mikuláš Křen      | básník Ivan Martin Jirous zvaný Magor                                   |
| Zdeněk Pecháček   | ředitel divadla                                                         |
| Vanda Janda       | sekretářka ředitele divadla                                             |
| Jan Kolařík       | vyšetřovatel                                                            |
| Dominik Miškovský | kybernetik Ivan Havel, Václavův mladší bratr                            |
| Jiří Kout         | novinář                                                                 |
| Pavel Hermanovský | historik                                                                |
| Roman Groszmann   | učitel                                                                  |
| Andrei Toader     | číšník                                                                  |
| Michal Lurie      | herec Honza Kašpar, Olžin milenec                                       |
| Ctirad Götz       | pořadatel v kulturním domě                                              |
| Petra Nesvačilová | zapisovatelka u výslechu                                                |

## Vznik filmu
Natáčení filmu probíhalo od srpna do listopadu 2019. První klapka padla symbolicky v předvečer připomínky Invaze vojsk Varšavské smlouvy do Československa v roce 1968, kdy začíná i příběh filmu. Film se natáčel převážně v Praze, v Ruzyňské věznici, tvůrci ale také využili pivovar Tupadly, Dolní Kalnou v Podkrkonoší nebo Chotěvice, kde se točily scény z Hrádečku.
Vznik filmu finančně podpořil Státní fond kinematografie, od nějž získal podporu 14,5 milionu korun. Jedním z koproducentů filmů je i Česká televize.

## Ocenění a nominace
Herci Anna Geislerová a Viktor Dvořák byli v lednu 2021 za své výkony nominováni na Ceny české filmové kritiky, v kategoriích nejlepší herečka a nejlepší herec.
Ve stejném měsíci zveřejnila i Česká filmová a televizní akademie nominace na Českého lva. Film získal nominace ve 14 kategoriích: nejlepší film, nejlepší režie (Slávek Horák), nejlepší herečka v hlavní roli (Anna Geislerová), nejlepší herec v hlavní roli (Viktor Dvořák), nejlepší herečka ve vedlejší roli (Barbora Seidlová), nejlepší herec ve vedlejší roli (Martin Hofmann), nejlepší scénář (Slávek Horák a Rudolf Suchánek), nejlepší kamera (Jan Štastný), nejlepší střih (Vladimír Barák), nejlepší zvuk (Viktor Prášil a Pavel Rejholec), nejlepší hudba (Petr Malásek), nejlepší scénografie (Vladimír Hruška), nejlepší kostýmy (Natálie Steklová), nejlepší masky (Adriana Bartošová a René Stejskal). Film byl také nominován na nestatutární cenu za nejlepší plakát, ale tu nakonec získal snímek Krajina ve stínu.
Film získal 6. března 2021 cenu Český lev za nejlepší masky (Adriana Bartošová a René Stejskal).

## Recenze
Snímek získal od českých filmových kritiků většinou průměrná až nadprůměrná hodnocení:
- Stanislav Dvořák, Novinky.cz, 20. července 2020, [17]
- Iva Přivřelová, E15.cz, 21. července 2020, [18]
- Jan Varga, Filmspot.cz, 21. července 2020, [19]
- Mirka Spáčilová, iDNES.cz, 22. července 2020, [20]
- Marek Koutesh, MovieScreen.cz, 22. července 2020, [21]
- Věra Míšková, Právo, 22. července 2020, [22]
- Anja Verem, ČervenýKoberec.cz, 23. července 2020, [23]
- Martin Mažári, Totalfilm.cz, 23. července 2020, [24]